# NTN羽咋製作所
株式会社NTN羽咋製作所（エヌティーエヌはくいせいさくしょ、NTN HAKUI CORPORATION）は、NTNの産業機械用軸受の製造・旋削加工を行う企業である。

## 概要
産業機械用軸受は、これまで国内では三重県・桑名地区にて生産していたが、2007年より石川県・能登地区においても生産を開始し、リスク分散と同時に生産能力の増強を図るために設立した。これは、設立以前に能登地区に旋削加工の前工程にあたる鍛造や熱処理を行う企業があり、また、後に設立される旋削加工の後工程にあたるNTNのグループ企業であるNTN宝達志水製作所、NTN能登製作所への供給を行い、同地区で産業機械用軸受の一貫生産体制を確立し、生産性とコスト競争力の向上を図っている。

## 沿革
- 2007年
  - 3月 - 石川県羽咋市に株式会社NTN羽咋製作所設立
  - 8月 - 生産開始
- 2012年12月 - 第2工場竣工
- 2016年4月 - NTN100％出資による子会社化

## 歴代社長
- 2007年3月 - 坂尾登
- 2014年1月 - 足立原勇次
- 2018年4月 - 大石英樹
- 2022年10月 - 圓井則雅